# يوهان جورج فاوست
يوهان جورج فاوست (بالألمانية: Johann Georg Faust)‏ (و. 1480 – 1540 م) هو منجم، وعالم فلك من ألمانيا . ولد في كنيتلينغن.
توفي في اشتاوفن ايم برايزغاو، عن عمر يناهز 60 عاماً.